# Jorge Zepeda Patterson
 (juillet 2019).
Si vous disposez d'ouvrages ou d'articles de référence ou si vous connaissez des sites web de qualité traitant du thème abordé ici, merci de compléter l'article en donnant les références utiles à sa vérifiabilité et en les liant à la section « Notes et références ».
Pour les articles homonymes, voir Patterson.
Œuvres principales
- Milena ou Le Plus Beau Fémur du monde

Jorge Zepeda Patterson, né le 24 octobre 1952 à Mazatlán, dans l'État mexicain du Sinaloa, est un écrivain et journaliste mexicain.

## Biographie
Jorge Zepeda Patterson est titulaire d'un diplôme d'économie de l'université de Guadalajara, d'une maîtrise de la Faculté latino-américaine des sciences sociales et d'un doctorat en sciences politiques de l'université Paris-Sorbonne (Paris).
Il travaille pour le journal El País de Madrid. En 1991, il participe à la fondation du journal Siglo 21 de Guadalajara qu'il dirige jusqu'en 1997, année où il crée et dirige le journal Público qui remplace le premier. En 1998, il quitte Público pour assumer la sous-direction d'El Universal à Mexico. Cette même année, il obtient le prix María Moors Cabot de la part de l'université Columbia.
En mars 2000, il cofonde le site Unafuente.com, un portail destiné à la diffusion de l'information provenant des pages Internet de divers médias. En juin de la même année, il fonde El Despertador, qui publie à gros tirage jusqu'en 2011, et le magazine Energía Hoy, spécialisé dans les affaires. À la télévision, il est responsable, en collaboration avec Raymundo Riva Palacio et Estela Livera, de l'émission Código, une production d'El Universal TV et de Proyecto 40.
Il occupe le poste de directeur de rédaction d'El Universal du 20 novembre 2008 au 2 décembre 2010, date à laquelle il est remplacé par le journaliste Roberto Rock[réf. nécessaire].
En 2013, il publie Les Corrupteurs (Los Corruptores), le premier ouvrage dans une triolgie de romans policiers qui intègre des éléments du journalisme d'investigation. Le livre est finaliste du prix Hammett. L'année suivante, son roman Milena ou le Plus Beau Fémur du monde (Milena o el fémur más bello del mundo) lui vaut le prix Planeta pour son portrait des réseaux de traite des blanches entre l'Espagne et le Mexique. En 2016, il édite la dernière partie de la série, Los Usurpadores pendant que les droits de la triolgie sont rachetés pour en faire une série policière.
Il écrit la chronique Pensándolo bien... pour le périodique El País et dirige le journal numérique de gauche SinEmbargo, qu'il fonde en 2011.

## Œuvres
- (es) Michoacán: Economía, política y sociedad, 1985
- (es) Las sociedades Rurales Hoy, 1988
- (es) Los suspirantes. Los candidatos de carne y hueso, Planeta, 2005
- (es) El presidente, Planeta, 2006
- (es) Los amos de Mexico, Planeta, 2007
- (es) El Presidente Electo. Instructivo para sobrevivir a Calderón y su gobierno, Planeta, 2007Écrit avec Salvador Camarena.
- (es) Los intocables, Planeta, 2008Coordinateur
- Les Corrupteurs, Actes Sud, coll. « Actes noirs », 2015 ((es) Los corruptores, Planeta, 2013), trad. Claude Bleton, 368 p.  (ISBN 978-2-330-04806-8)Réédition, Actes Sud, coll. « Babel noir » no 198, 2018, 368 p. (ISBN 978-2-330-09064-7)
- Milena ou Le Plus Beau Fémur du monde, Actes Sud, coll. « Actes noirs », 2018 ((es) Milena o el fémur más bello del mundo, Planeta, 2014), trad. Claude Bleton, 448 p.  (ISBN 978-2-330-09059-3)Réédition, Actes Sud, coll. « Babel noir » no 225, 2019, 448 p. (ISBN 978-2-330-12047-4)[10] - Prix Planeta 2014
- (es) Los usurpadores, Planeta, 2016
- Mort contre la montre[11], Actes Sud, coll. « Actes noirs », 2019 ((es) Muerte a contrarreloj[12], Planeta, 2018), trad. Claude Bleton, 331 p.  (ISBN 978-2-330-12197-6)Réédition, Actes Sud, coll. « Babel noir » no 276, 2022, 432 p. (ISBN 978-2-330-16574-1)